# Resolució 1631 del Consell de Seguretat de les Nacions Unides
La Resolució 1631 del Consell de Seguretat de les Nacions Unides fou adoptada per unanimitat el 17 d'octubre de 2005. Després de recordar el  Capítol VIII de la Carta de les Nacions Unides, el Consell es va adreçar a la cooperació entre les Nacions Unides i les organitzacions regionals en el manteniment de la pau i la seguretat internacionals.
La resolució va ser la primera vegada que el Consell va exposar aquesta cooperació.

## Observacions
En el preàmbul de la resolució, el Consell va recordar iniciatives des de gener de 1993 per millorar la coordinació entre les Nacions Unides i les organitzacions regionals. Va subratllar que la contribució de les organitzacions regionals podria complementar el treball de les Nacions Unides en el manteniment de la pau i la seguretat internacionals. La capacitat de les organitzacions regionals s'ha de reforçar i el Consell va reconèixer la decisió de la Cimera Mundial 2005 d'augmentar el paper de les organitzacions regionals. També es va donar la benvinguda a la decisió d'establir la Comissió de Consolidació de la Pau.

## Actes
A més, expressant la seva determinació d'augmentar la cooperació entre les Nacions Unides i les organitzacions regionals, el Consell insta a tots els Estats a augmentar la capacitat de les organitzacions en la prevenció de conflictes i la gestió de crisis, especialment a l'Àfrica. També va ser important que les organitzacions regionals despleguessin ràpidament unitats de manteniment de la pau, afrontessin el tràfic d'armes il·legal, encoratgessin la cooperació regional i celebressin reunions d'alt nivell amb les Nacions Unides.
Es va demanar al Secretari General de les Nacions Unides que enviés un informe sobre les oportunitats i els reptes de la cooperació entre les organitzacions regionals i les Nacions Unides, i que inclogués la cooperació amb organitzacions regionals en els seus informes periòdics al Consell sobre missions de manteniment de la pau i construcció de la pau.